# 페르난도 니에베
페르난도 알렉시스 니에베(Fernando Nieve, Fernando Alexis Nieve, 1982년 7월 15일 ~ )는 베네수엘라 출신의 미국 프로야구 오클랜드 애슬레틱스 투수이다. 1999년 휴스턴 애스트로스와 계약을 맺은 후 2006년 MLB에 처음 데뷔했다. 휴스턴 애스트로스, 뉴욕 메츠 등의 팀에서 활동하였으며 2011년 5월, KBO 리그 두산 베어스와 계약하였다.
시즌 종료와 함께 보류 선수 명단에서 제외되어 퇴출되었다.

## 경력

### 미국

#### 휴스턴 애스트로스
1999년 휴스턴 애스트로스와 아마추어 선수 신분으로 FA계약을 한 후, 마이너 리그에서 활동하였다. 2006년 4월 4일 플로리다 말린스와의 경기에서 메이저 리그에 데뷔하였다. 150 km 중후반의 빠른 공으로 주목을 받았던 그는 데뷔전에서 1이닝 1피안타 무실점의 기록의 준수한 성적을 보인 후 데뷔 3경기만에 선발 투수로 활약하였다. 그 이후 11경기 연속 선발 투수로 활약했지만 2승 3패, 4.60의 평균자책점을 기록하고 나서 시즌이 끝날 때까지 불펜투수로 활약하였다.
2006년 시즌을 3승 3패, 4.20의 평균자책점으로 마무리하며 준수한 성적을 남겼지만 2006년 당한 팔꿈치 부상으로 인해서 2007년 토미존 서저리 수술을 받게 되었다. 이후 2007년 마이너 리그 트리플 A를 통해 복귀한 후 2008년 5월 17일, 다시 메이저 리그로 승격되었다. 하지만 수술 후 구속의 저하로 인해 기량이 줄어들었고 결국 0승 1패, 8.44의 평균자책점이라는 부진한 성적으로 2008년 시즌을 마무리 했다.

#### 뉴욕 메츠
성적 부진을 이유로 휴스턴 애스트로스에서 그를 웨이버 공시했고 2009년 3월 14일에 뉴욕 메츠가 그와 메이저 리그 계약을 하였다. 더블 A, 트리플 A를 거쳐 2009년 6월, 메이저 리그로 승격되어 2이닝 무실점의 좋은 투구를 보여준 후, 7경기 선발 출전하였다. 3승 3패, 2.95의 평균자책점을 기록하면서 커리어 하이 시즌을 보냈다. 하지만 불운하게도 허벅지 부상을 당해서 시즌 아웃이 되었다.
2010년 시즌, 부상에서 복귀한 그는 메이저 리그에서부터 불펜 투수로 활약하였다. 4월에는 3.46, 5월에는 9.75, 6월에는 3.12, 7월에는 7.56의 평균자책점이라는 기복있는 투구를 했다. 결국 시즌 후반 7월까지, 2승 3패 6.00의 평균자책점이라는 부진한 성적을 기록하였고 2010년 8월 1일 트리플 A로 강등되었다. 결국 트리플 A에서는 2승 1패, 5.62의 평균자책점을 기록하면서 시즌을 마쳤다.

#### 마이너 리그
2001년부터 2008년까지 휴스턴 애스트로스의 산하팀에서 활동을 하였다. 2001년부터 2006년까지는 루키리그, 싱글 A, 싱글 A advanced, 더블 A, 트리플 A에서 활동하였다. 이 기간에는 주로 선발투수로의 경험과 실력을 쌓았다. 이후 메이저 리그 승격 후에는 성적이 부진했을 때나 부상에서 복귀후 컨디션 조절을 위해서 마이너 리그에서 뛰었다.
2010년 이후 계속 성적이 부진하자 FA자격을 갖춘 그는 뉴욕 메츠와 재계약에 실패하였다. 2010시즌이 끝난 후 피츠버그 파이리츠와 스프링 캠프 초청선수 신분으로 마이너 리그계약을 맺었지만 스프링 캠프에서 별다른 활약을 보이지 못해 2011년 3월 22일, 방출되었다.
2011년 3월 24일, 친정팀인 휴스턴 애스트로스와 마이너 리그 계약을 맺었다.
하지만 트리플 A에서 출전한 3경기에서 1승 2패, 7.63의 평균자책점이라는 부진한 성적을 기록했고 두산 베어스와 협상이 끝나자, 결국 그는 휴스턴 애스트로스와의 계약을 해지하였다.
마이너 리그에서 총 11시즌(트리플 A 7시즌, 더블 A 3시즌, 싱글 A 2시즌, 싱글 A+ 1시즌, 루키리그 2시즌)동안 51승 38패, 3.84의 평균자책점을 기록하였다.

### 한국

#### 두산 베어스
2011 시즌을 위해서 영입했던 용병 투수 라몬 라미레즈가 시범경기에서 평균자책점 23.43으로 부진하여 개막 엔트리에 들지 못했고, 이후 2군 경기에서조차 4이닝 5실점으로 부진한 모습을 보여 결국 1군 없이 퇴출당했다.
그로 인해 새로운 용병 선수를 물색하던 두산 베어스가 2011년 4월 27일, 공식적으로 페르난도를 계약금 2만 5천 달러, 연봉 27만 5천 달러(총 30만 달러)에 영입하였다.
2011년 5월 7일, 롯데 자이언츠를 상대로 한국에서 첫 선발 등판하였다. 하지만 4.1이닝 7피안타 3사사구 5실점으로 부진한 출발을 보였다. 경기 때마다 안 좋은 모습을 보였고 보이면서 2군으로 강등했고 김광수 감독 대행이 1군으로 불러오자 넥센전에서 5와 2/3이닝 3실점 3자책으로 첫 승을 얻었다. 한화전에는 볼넷이 많았고 승리는 못 땄지만 첫 퀼리티스타트를 기록했고 7월 31일 롯데전 이후 팔꿈치 통증으로 2군으로 내려갔다. 9월 6일 LG전에서 1.2이닝 동안 탈삼진 2개로 첫 세이브를 올렸다. 이후 그는 임태훈을 대신하여 마무리로 등판했으며 대전구장에서는 눈앞에서 김준호의 주루사 장면을 보기도 했다. 마무리로는 좀 더 좋은 모습을 보였지만, 선수단과 잘 어울리지 못한다는 특성까지 겹쳐 시즌 후 방출되었다. 차기 시즌에는 그를 대신하여 스캇 프록터가 영입된다.

## 투구 기록

### 메이저 리그
| 연도 | 소속   | 평균 자책 | 경기 | 승리 | 패전 | 세이브 | 선발 | 이닝  | 피안타 | 볼넷 | 탈삼진 | 실점 | 자책점 | 피홈런 |
| ---- | ------ | --------- | ---- | ---- | ---- | ------ | ---- | ----- | ------ | ---- | ------ | ---- | ------ | ------ |
| 2006 | 휴스턴 | 4.20      | 40   | 3    | 3    | 0      | 11   | 96.1  | 87     | 41   | 70     | 46   | 45     | 18     |
| 2008 | 휴스턴 | 8.44      | 11   | 0    | 1    | 0      | 0    | 10.2  | 17     | 2    | 12     | 10   | 10     | 2      |
| 2009 | 메츠   | 2.95      | 8    | 3    | 3    | 0      | 7    | 36.2  | 36     | 19   | 23     | 13   | 12     | 4      |
| 2010 | 메츠   | 6.00      | 40   | 2    | 4    | 0      | 1    | 42.0  | 37     | 22   | 38     | 28   | 28     | 10     |
| 통산 | 4시즌  | 4.61      | 99   | 8    | 11   | 0      | 19   | 185.2 | 177    | 84   | 143    | 97   | 95     | 34     |

### 마이너 리그
| 연도 | 소속(리그수준) | 평균 자책 | 경기 | 승리 | 패전 | 세이브 | 선발 | 이닝  | 피안타 | 볼넷 | 탈삼진 | 실점 | 자책점 | 피홈런 |
| ---- | -------------- | --------- | ---- | ---- | ---- | ------ | ---- | ----- | ------ | ---- | ------ | ---- | ------ | ------ |
| 2001 | 휴스턴(Rk)     | 3.79      | 12   | 4    | 2    | 0      | 8    | 38.0  | 27     | 21   | 49     | 20   | 16     | 2      |
| 2002 | 휴스턴(Rk)     | 2.39      | 13   | 4    | 1    | 0      | 13   | 67.2  | 46     | 27   | 60     | 23   | 18     | 5      |
| 2002 | 휴스턴(A)      | 6.00      | 1    | 0    | 1    | 0      | 1    | 3.0   | 6      | 0    | 2      | 5    | 2      | 0      |
| 2003 | 휴스턴(A)      | 3.65      | 28   | 14   | 9    | 0      | 28   | 150.1 | 133    | 65   | 144    | 69   | 61     | 10     |
| 2004 | 휴스턴(A+)     | 2.96      | 24   | 10   | 6    | 0      | 24   | 149.0 | 136    | 40   | 117    | 52   | 49     | 9      |
| 2004 | 휴스턴(AA)     | 1.56      | 3    | 2    | 0    | 0      | 3    | 17.1  | 12     | 8    | 17     | 4    | 3      | 0      |
| 2005 | 휴스턴(AA)     | 2.65      | 14   | 4    | 3    | 0      | 14   | 85.0  | 62     | 29   | 96     | 27   | 25     | 7      |
| 2005 | 휴스턴(AAA)    | 4.83      | 13   | 4    | 4    | 0      | 13   | 82.0  | 92     | 33   | 75     | 45   | 44     | 10     |
| 2006 | 휴스턴(AAA)    | 0.00      | 4    | 0    | 0    | 2      | 0    | 5.1   | 2      | 0    | 7      | 0    | 0      | 0      |
| 2007 | 휴스턴(AAA)    | 6.23      | 5    | 1    | 3    | 0      | 5    | 21.2  | 30     | 15   | 13     | 19   | 15     | 1      |
| 2008 | 휴스턴(AAA)    | 5.72      | 36   | 2    | 5    | 6      | 7    | 72.1  | 87     | 27   | 63     | 50   | 46     | 13     |
| 2009 | 메츠(AA)       | 4.91      | 5    | 0    | 1    | 0      | 4    | 18.1  | 16     | 6    | 19     | 10   | 10     | 1      |
| 2009 | 메츠(AAA)      | 3.70      | 4    | 3    | 0    | 0      | 4    | 24.1  | 18     | 10   | 23     | 10   | 10     | 2      |
| 2010 | 메츠(AAA)      | 5.62      | 8    | 2    | 1    | 0      | 8    | 40.0  | 49     | 13   | 31     | 25   | 25     | 3      |
| 2011 | 휴스턴(AAA)    | 7.63      | 3    | 1    | 2    | 0      | 3    | 15.1  | 27     | 5    | 17     | 15   | 13     | 0      |
| 통산 | 11시즌         | 3.84      | 173  | 51   | 38   | 8      | 135  | 789.2 | 743    | 299  | 733    | 374  | 337    | 63     |

### 한국 프로 야구
| 연도 | 소속  | 평균 자책 | 경기 | 승리 | 패전 | 세이브 | 선발 | 이닝 | 피안타 | 볼넷 | 탈삼진 | 실점 | 자책점 | 피홈런 |
| ---- | ----- | --------- | ---- | ---- | ---- | ------ | ---- | ---- | ------ | ---- | ------ | ---- | ------ | ------ |
| 2011 | 두산  | 6.09      | 25   | 3    | 6    | 6      | 12   | 78.1 | 96     | 49   | 66     | 54   | 53     | 5      |
| 통산 | 1시즌 | 6.09      | 25   | 3    | 6    | 6      | 12   | 78.1 | 96     | 49   | 66     | 54   | 53     | 5      |

## 수상 기록
2005년 9월 4일 : 텍사스 리그(더블 A), 포스트 시즌 올스타 선정.
2005년 4월 17일 : 텍사스 리그(더블 A), 이 주의 투수 선정.
2005년 6월 21일 : 텍사스 리그(더블 A), 올스타 선정.